# 村瀬みちゃこ
村瀬 みちゃこ（むらせ みちゃこ、1988年2月17日 - ）は、日本の元ピン芸人。本名、村瀬 美紗子（むらせ みさこ）。通称、みちゃこ。
愛知県名古屋市出身。松竹芸能所属。身長164cm・体重46kg、スリーサイズはB:78（AAAカップ） W:64 H:85。

## 略歴・人物
滝中学校・高等学校 出身。2011年3月に大阪市立大学経済学部卒業（1度留年し5年で卒業）。大学時代は合唱サークル「フリーデ」 と落語研究会 に所属。高座名は「柱音桃（はしら おともも）」。
特技は合唱、好物は吉野家の牛丼並つゆだく卵とけんちん汁（本人曰く、1999年頃から吉野家ファン）。好きな芸能人はハロー!プロジェクト。℃-uteがお気に入り。好きなプロ野球チームは中日ドラゴンズ。立浪和義のファン。
アイドル志望だったがよゐこの濱口優に憧れて芸能界に入ったのがきっかけで松竹芸能 に所属した。みちゃこにとって濱口はアイドルだと言う。
2008年12月24日、「あらびき団」90分スペシャルにパフォーマーネーム『みちゃこ』でテレビ初出演。持ちネタの「共感の歌」を披露する。ラストのピースサインを決めた時の顔面があまりにもインパクトが強烈なために、MCの東野幸治は「めっちゃ不愉快！」「誰や！あいつ見つけてきた奴！」「テレビに出たらアカン！」と辛口の評価だったが、ゲストの藤本美貴は「怖過ぎてもう一度見たい」と大ウケだった。その後も同番組に不定期で出演していた。またネット上の怖い動画などを集めたサイトにネタ映像が収録されていた事を自身が語っている。
2015年3月23日、自身がコーナーをもつCBCラジオ｢北野誠のズバリ｣内で同日にてコーナー終了とともに3月末をもって芸能活動を終了し引退すると発表。同年4月からは社会に適応すべく一般の職業に就くと語った。同年3月25日、ライブシアターなんば白鯨で行われた『ニシネ死ネ死ネ団vol.74～最期のみちゃこ』が最後の芸能活動となった。なお、2015年11月25日の『ニシネ死ネ死ネ団 vol.82 ～七周忌 復活のＭ～』で一日限りの復活をした。

## ネタ
共感の歌を振付とともに披露する。「きょうかーん、きょうかーん。きょうかんしてくださーい」と口ずさみながら共感できる体験（いわゆる“あるあるネタ”ではあるが実際のところはほとんど共感できない内容）を歌詞にのせて歌う。最後は「あーなたにーしてほしいなー」で歌い終わり、仕上げに「たらららん」とアイドルのように決めポーズを取る。このネタは2008年9月頃、2回目の舞台の時に披露したネタだったとのことで「歌うのも踊るのも好きだから、どうしようと思ったけど、全部まとめてネタでやろう」ということで生まれたという。あらびき団では、この最後の決めポーズがみちゃこの醍醐味となっており、必ずクローズアップされる。

## 出演

### テレビ
- あらびき団（TBSテレビ） - 2008年12月24日（聖夜の90分拡大SP）で初出演
- イツザイ（テレビ東京） - 『インディーズ芸人オーディション』2009年2月7日初出演、キャッチコピーは「お笑いが好きやねん」。『濱口優女芸人プロデュースオーディション』からは、☆ぴょんぴょん☆と組んだコンビ『ぴょん♪みちゃ（メガネマーク）』で出演。『女性ボーカルオーディション』でも、第2次の歌唱力審査に☆ぴょんぴょん☆と2人で参加。『初めての空』（☆ぴょんぴょん☆作詞・作曲）という曲を2人で歌った（2009年9月5日放送、第2次審査通過はならず）。
- チュー'sDAYコミックス 侍チュート!（毎日放送） - 2009年6月30日初出演
- 王様のブランチ（TBSテレビ） - 2009年7月4日
- ABCお笑い新人グランプリ（朝日放送）- 『あいはらコレクション』2010年1月11日
- お笑い図鑑 ハマヌキ（tvk）
- イツザイS（テレビ東京）
- 半分エスパー（フジテレビTWO） みちゃこ役
- よゐこ部（毎日放送） - 2010年6月8日、9月21日
- 関ジャニ∞のジャニ勉（関西テレビ） - 2011年1月20日
- みちゃえる!（中部日本放送） - 2012年1月～2012年3月  『神社エ～ル』担当
- かよえ!チュー学（東海テレビ） - 番組オリジナルソング「ある意味で卒業forみちゃこ」にプロモ出演
- 黄金鯱伝説グランスピアー 2ndシーズン(東海テレビ)2014年4月12日放送・第2話に井戸ルリ役でゲスト出演

### ラジオ
- 0時のつぶやき金曜2部『村瀬みちゃこのみっちゃみちゃにしてやんよ!』（CBCラジオ）- 2012年4月～2013年3月
- 北野誠のズバリ（CBCラジオ） - 2013年4月～2015年3月23日「ハートにズバリ」の月曜コーナーレギュラー。
- ライブっていいね！！（ＦＭいちのみや） -2015年7月3日～2016年3月31日  金曜日 一宮市市民会館のＰＲコーナーにて「ボイスアイドルみちゃこ」として登場。

## 賞歴
- R-1ぐらんぷり 2009年・2回戦敗退、2010年・2回戦敗退、2011年・2回戦敗退、2012年・3回戦敗退、2013年・2回戦敗退、2015年・2回戦敗退